# Great and Little Hampden
Great and Little Hampden – civil parish w Anglii, w hrabstwie Buckinghamshire, w dystrykcie (unitary authority) Buckinghamshire. Leży 51 km na północny zachód od centrum Londynu. W 2011 roku civil parish liczyła 300 mieszkańców. Hampden jest wspomniana w Domesday Book (1086) jako Hamdena.